# República Centroafricana en los Juegos Olímpicos de Pekín 2008
La República Centroafricana participó en los Juegos Olímpicos de Pekín 2008 en la República Popular China. El Comité Olímpico de la República Centroafricana envió a un total de tres atletas (dos hombres y una mujer) a los Juegos en Pekín, para competir en dos disciplinas deportivas.

## Atletas
La siguiente tabla muestra el número de atletas en cada disciplina:
| Deporte   | Hombres | Mujeres | Total |
| --------- | ------- | ------- | ----- |
| Atletismo | 1       | 1       | 2     |
| Boxeo     | 1       | 0       | 1     |
| Total     | 2       | 1       | 3     |

## Atletismo

### Hombres
- Béranger Bosse - 100 metros - no avanzó[2]

### Mujeres
- Mireille Dereboba-Ngaisset - 800 metros - no avanzó[2]

## Boxeo
- Bruno Bongongo contra Joseph Mulema - peso semimediano - no avanzó[3]